# Haganur, Badami
Haganur là một làng thuộc tehsil Badami, huyện Bagalkot, bang Karnataka, Ấn Độ.